# Saidjahus creper
Saidjahus creper là một loài chân đều trong họ Eubelidae. Loài này được Budde-Lund miêu tả khoa học năm 1904.